# Franck Seguela
Franck Seguela, född 30 maj 1997 i Dijon, är en fransk basketspelare.
Franck Seguela deltog vid olympiska sommarspelen 2024 och var en del av Frankrikes lag som tog silver efter att ha förlorat finalen mot Nederländerna efter förlängning.